# Cheoljong
Cheoljong (ur. 25 lipca 1831, zm. 16 stycznia 1864) – 25. władca Korei w latach 1849–1863. Wywodził się z rządzącej Koreą w latach 1392–1910 dynastii Joseon.

## Tło historyczne
Na początku XIX wieku wielkie wpływy na dworze królewskim i w całej Korei zdobył klan Kimów z Andong. Wywodziło się z niego wielu wysokich przedstawicieli administracji królewskiego dworu, a także kilka królowych. Wśród urzędników panowała korupcja, wielu z nich dopuszczało się malwersacji królewskiego majątku. Sytuacja polityczna oraz konflikty między najważniejszymi klanami oraz frakcjami urzędniczymi przyczyniły się do stagnacji społeczeństwa, która sprzyjała powstawaniu niepokojów wśród obywateli. Coraz częściej wybuchały ludowe bunty. Nastroje w kraju dodatkowo pogarszały liczne klęski żywiołowe, które od stuleci nawiedzają Koreę. Był to jeden z najtrudniejszych okresów w całej historii tego kraju.
Głównym celem politycznym klanu Kimów z Andongu było zachowanie posiadanej władzy. Prowadzona przez rodzinę kampania przejmowania kontroli nad dworem królewskim (poprzez obsadzanie najważniejszych stanowisk urzędniczych swoimi ludźmi) doprowadziła do ucieczki z Seulu (wówczas Hanseong, kor. 한성) niemal wszystkich członków królewskiej dynastii. Przedstawiciele rządzącej dynastii napotkali ze strony Kimów bardzo poważne trudności podczas przedstawiania kandydatów na następców poprzednika Cheoljonga, króla Heonjonga (jego rządy przypadły na lata 1834–1849). Każdy z potencjalnych kandydatów był szybko dyskredytowany, a ich promotorom zarzucano zdradę i wymierzano karę śmierci lub wygnania z królewskiego dworu. Gdy Heonjong zmarł w 1849 roku okazało się, że nie pozostawił męskiego potomka. Nie widać było także jakichkolwiek kandydatur na następcę wśród jego krewnych.

## Życie i okres panowania
Po długich poszukiwaniach następcy Heonjonga, wysłannicy dworu królewskiego wytypowali członka dynastii Yi żyjącego na wyspie Ganghwa, dokąd uciekła jego rodzina w roku 1844 by uniknąć represji ze strony klanu Kimów z Andong. Yi Byeon (tak od urodzenia nazywał się przyszły król Cheoljong) żył tam z rodziną w głębokim ubóstwie. Miał wówczas 18 lat. W odróżnieniu od większości poprzednich władców z dynastii Joseon, do których edukacji przywiązywano ogromną wagę, był analfabetą – nie był nawet w stanie przeczytać przysłanego z Seulu listu gratulacyjnego, potwierdzającego jego intronizację na tron Korei.
Dla Kimów z Andongu Cheoljong jako król Korei stanowił bardzo korzystny wybór – bardzo łatwo mogli manipulować zupełnie niewykształconym młodzieńcem. Szybko objęli kontrolę nad decyzjami, które musiał podejmować jako król. Choć rządził Koreą łącznie przez 13 lat, do końca panowania nie nauczył się poruszać i zachowywać jak król, unikał także noszenia szat właściwych monarchom.
Jednym z najbardziej znanych przejawów kontroli Kimów nad Cheoljongiem było skłonienie króla do poślubienia przedstawicielki klanu, znanej pośmiertnie jako Królowa Cheol-in.

## Śmierć
Cheoljong zmarł nie pozostawiając męskiego potomka w styczniu 1864 roku, w wieku 32 lat. Okoliczności i przyczyny jego śmierci są nieznane, prawdopodobnie przyczynili się do niej członkowie klanu Kimów z Andongu. 

## Rodzina
- Ojciec: Jeongye, Książę Wielkiego Dworu (kor. 전계대원군, 1785–1841)
- Matka: Yongseong, Książęca Małżonka Księcia Wielkiego Dworu, z klanu Yeom (용성 부대부인 엽씨)
- Małżonki i konkubiny:

1. Królowa Cheol-in z klanu Kimów z Andongu (철인왕후 김씨, 1837–1878[3])
2. Park Gwi-in (귀인 박씨)
3. Jo Gwi-in (귀인 조씨)
4. Lee Gwi-in (귀인 이씨)
5. Bang Suk-ui (숙의 방씨)
6. Beom Suk-ui (숙의 범씨)
7. Dama Pałacowa Lee (궁인 이씨)
8. Dama Pałacowa Kim (궁인 김씨)
9. Dama Pałacowa Park (궁인 박씨)

## Potomkowie
Król Cheoljong miał ze wszystkich związków pięciu synów i sześć córek, z których jednak tylko jedna córka przeżyła dzieciństwo. Była to księżniczka Yeonghye (영혜옹주, ur. 1859, zm. 4 lipca 1872), jedyna córka Cheoljonga ze związku z Beom Suk-ui. Poślubiła markiza Park Yeong-hyo i była babką Księżnej Park Chan-ju, która wyszła za swojego piątego kuzyna, Księcia Korei Wu.

## Posiadane tytuły
- Lord Wonbeom, 3. Syn Księga Jeongye (praprawnuk[4] Króla Yeongjo, 1724–1776)
- Jego Wysokość Książę Korei Deogwan, Spadkobierca Tronu (1849–1850)
- Jego Wysokość Król Korei (1850–1864)

## Pełne imię pośmiertne
- Król Cheoljong Huiyun Jeonggeuk Sudeok Sunseong Heummyung Gwangdo Donwon Changhwa Munhyeon Museong Heonin Yeonghyo Wielki Król Korei
- 철종희윤정극수덕순성흠명광도돈원창화문현무성헌인영효대왕
- 哲宗熙倫正極粹德純聖欽命光道敦元彰化文顯武成獻仁英孝大王

## Problemy z zapisem osobistego imienia
Zapisane za pomocą chińskich znaków (używanych w Korei w okresie panowania Cheoljonga, a także w poezji czy tekstach naukowych do dziś) imię króla ma postać 李昪, zapisane w transkrypcji poprawionej języka koreańskiego jako Yi Byeon. W wielu materiałach publikowanych w języku chińskim, nazwisko to jest zapisywane w błędnej postaci 李昇. Wynika to z faktu, iż błędnie używany przez Chińczyków do zapisu tego nazwiska znak 昇 jest w języku chińskim o wiele częściej używany, niż bardzo rzadko spotykany, lecz niewiele różniący się znak 昪, który ma zupełnie inną wymowę oraz znaczenie.